# Encyclopedia of the Medieval Chronicle
A Encyclopedia of the Medieval Chronicle (EMC) é uma enciclopédia especializada em crónicas e anais medievais, editada por Graeme Dunphy e publicada em Leiden, pela editora Brill. Trata-se pois, simultaneamente, de um dicionário e de uma obra de referência sobre historiografia.

## Estrutura e conteúdo
Crónicas e anais são obras historiográficas redigidas durante a Idade Média. A sua importância para os historiadores reside no testemunho que dão sobre a história que transmitem, são importantes para os estudiosos de literatura graças ao interesse da sua estrutura textual, são ainda importantes para quem estuda história das ideias por causa das suas perspectivas sobre o lugar do autor no modo como constrói a história. Quando ilustradas, estas obras são também de interesses para os historiadores de arte. Os "Estudos cronísticos" constituem um campo interdisciplinar estabelecido sobretudo graças à Medieval Chronicle Society. A Encyclopedia of the Medieval Chronicle conheceu o seu início no quadro desta sociedade.
A EMC contém cerca de 2500 artigos, geralmente bastante breves, sobre autores individuais ou obras anónimas. Apesar da maioria se reportar à área cristã ocidental, também há entradas sobre crónicas eslavas, bizantinas, sírias, islâmicas e judaicas. A produção historiográfica da Península Ibéria está representada por cerca de 150 artigos. As entradas fornecem informações sobre a data, a língua, a forma e a tradição manuscrita, abordando ainda questões levantadas por estudos recentes. Também há cerca de 60 artigos "temáticos" mais extensos sobre aspectos específicos das crónicas. A edição em papel, em dois volumes, foi publicada em 2010 e ascende a 1830 páginas, com seis dezenas de ilustrações a preto e branco de página inteira. Cerca de 450 académicos colaboraram nesta obra. Prevê-se que em 2012 possa vir a lume uma edição electrónica, acrescida de mais artigos. 